# Original Me
Original Me è il quinto album del gruppo euro-dance Cascada. È stato pubblicato il 16 giugno 2011 nel Regno Unito mentre in Italia è uscito il 14 giugno. Il CD è stato anticipato dai singoli San Francisco e Night Nurse usciti a novembre 2010.

## Tracce
1. San Francisco – 3:46
2. Au Revoir – 3:08
3. Unspoken – 3:26
4. Pyromania – 3:30
5. Enemy – 3:30
6. Independence Day – 3:51
7. Stalker – 3:32
8. Night Nurse – 3:23
9. Sinner on the Dancefloor – 2:56
10. Original Me – 3:09
11. Hungover – 3:49